# Кацусіка Ої

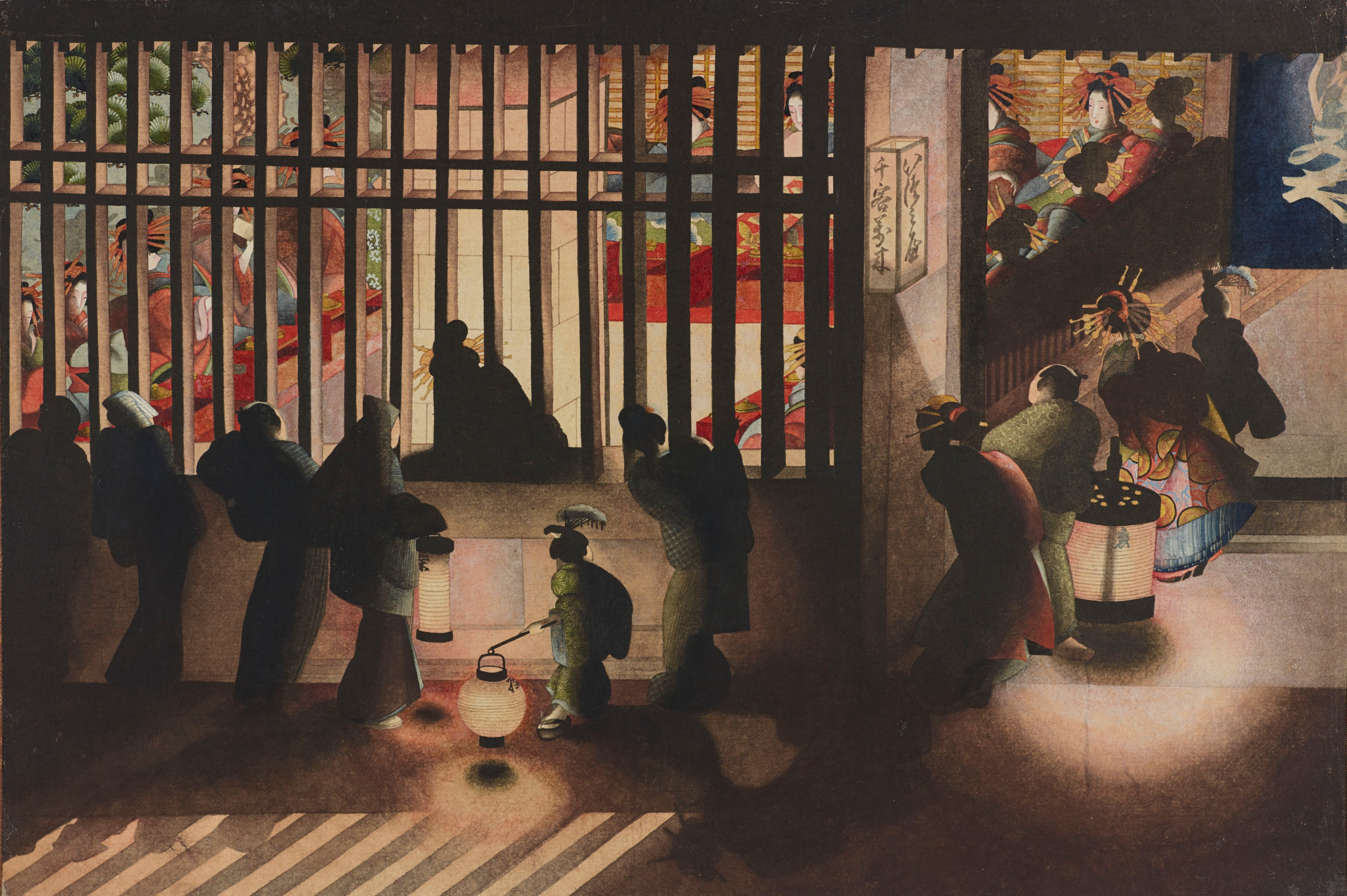
«Нічна сцена в Йошівара»

Кацушіка Ой (бл. 1791 — бл. 1866) — японська художниця періоду Едо.

## Життєпис
Була третьою донькою відомого художника Кацусіка Хокусая. Народилася між 1791 та 1797. З дитинства допомагала батькові в малюванні, який також був вчителем доньки. Перші власні роботи створила десь на початку 1810-х років.
Близько 1824 одружилася з учнем свого батька Мінамідзавою Томеєм, разом з яким деякий час навчалася у художника Цуцумі Торіна. Вона знаходила роботи свого чоловіка комічно нездарними, і він 1827 року розлучився з нею, після чого вона повернулася до рідної домівки. Професійний псевдонім взяла, згідно з деякими відомостями, через те, що батько кликав її не інакше як «агов!» (Ой!).
Після смерті батька у 1849 року пішла з дому. Через деякий час повернулася додому, але у 1857 перебралася до кварталу Аояма в Едо. Померла близько 1866.

## Творчість
Працювала у жанрі укійо-е, переважно в зображенні красунь (бідзінга), а також портрети жінок з міфології та літератури. Через те, що манера малювати, а особливо зображати руки і волосся, у Ой схожа на роботи старшої сестри Кацусіка Тацудзьо, їх вважали однією особою.
Переважно наслідувала стилю свого батька, але додала нові техніки, зокрема викорситання використання світла і тіні, експериментування із західною перспективою і динамічністю сцен. Також одна з перших в японському живописі стала малювати людей зі спини, зображувала нічні сцени. Найзначущими доробками вважаються «Музичне тріо», «Нічна сцена в Йошіварі», «Сакура вночі». «Куртизанка на Новий рік», «Красуня, що милується цвітінням вишні в ночі», «Гора Фудзі, яку видно через бамбуковий ліс». Так, «Нічна сцена в Йошіварі» зображує людей, що розглядають крізь ґрати куртизанок у «веселому кварталі». Там, де японські укійо-е художники представляють нічні композиції яскраво, наче днем, Ой впроваджує світлотінь і перспективу, роблячи їх більш реальними. У той же час «Красуня, що милується цвітінням вишні в ночі» не менше новаторська і більш чуттєва картина. Ліхтарі висвітлюють обличчя і кімоно жінки, навколо неї видніються силуети сосен і вишні, а небо всіяно зірками. Зображені вони не у вигляді білих крапочок або кіл (як це було характерно в той час), а мають сині і червоні пігменти.
Є також винахідником особливого типу ляльки — кесі-нінґйо, які виготовляла на продаж до кінця життя.

## Характер
Відзначалася ексцентричністю. Так, Кацусіка Ой полюбляла спостерігати пожежі, пити саке і із задоволенням палила люльку (через цю пристрасть навіть якось зіпсувала нову картину, необережно скинувши на неї попіл). До того ж, крім таланту до образотворчого мистецтва, художниця успадкувала норовливий характер і повну відсутність інтересу до домашнього господарства.